# Ptilorrhoa leucosticta
Ptilorrhoa leucosticta е вид птица от семейство Cinclosomatidae.

## Разпространение
Видът е разпространен в Индонезия и Папуа Нова Гвинея.